# El primer matrimoni d'en George i la Mandy
El primer matrimoni d'en George i la Mandy (títol original en anglès, Georgie & Mandy's First Marriage) és una sèrie de televisió de comèdia de situació estatunidenca creada per Chuck Lorre, Steven Molaro i Steve Holland. La sèrie es va estrenar el 17 d'octubre de 2024 a CBS. El febrer de 2025, la sèrie es va renovar per a una segona temporada. S'ha doblat i subtitulat al català per a la plataforma MAX, que va incorporar el doblatge el 3 d'abril de 2025.
Aquesta és la tercera sèrie de televisió de la franquícia The Big Bang Theory i es tracta d'una seqüela directa i derivada de Young Sheldon. La sèrie se centra en el matrimoni dels pares joves Georgie Cooper (Montana Jordan) i Mandy McAllister (Emily Osment). La sèrie té lloc entre 1994 i 1995.